# Minerva
Per altres significats vegeu Minerva (desambiguació)

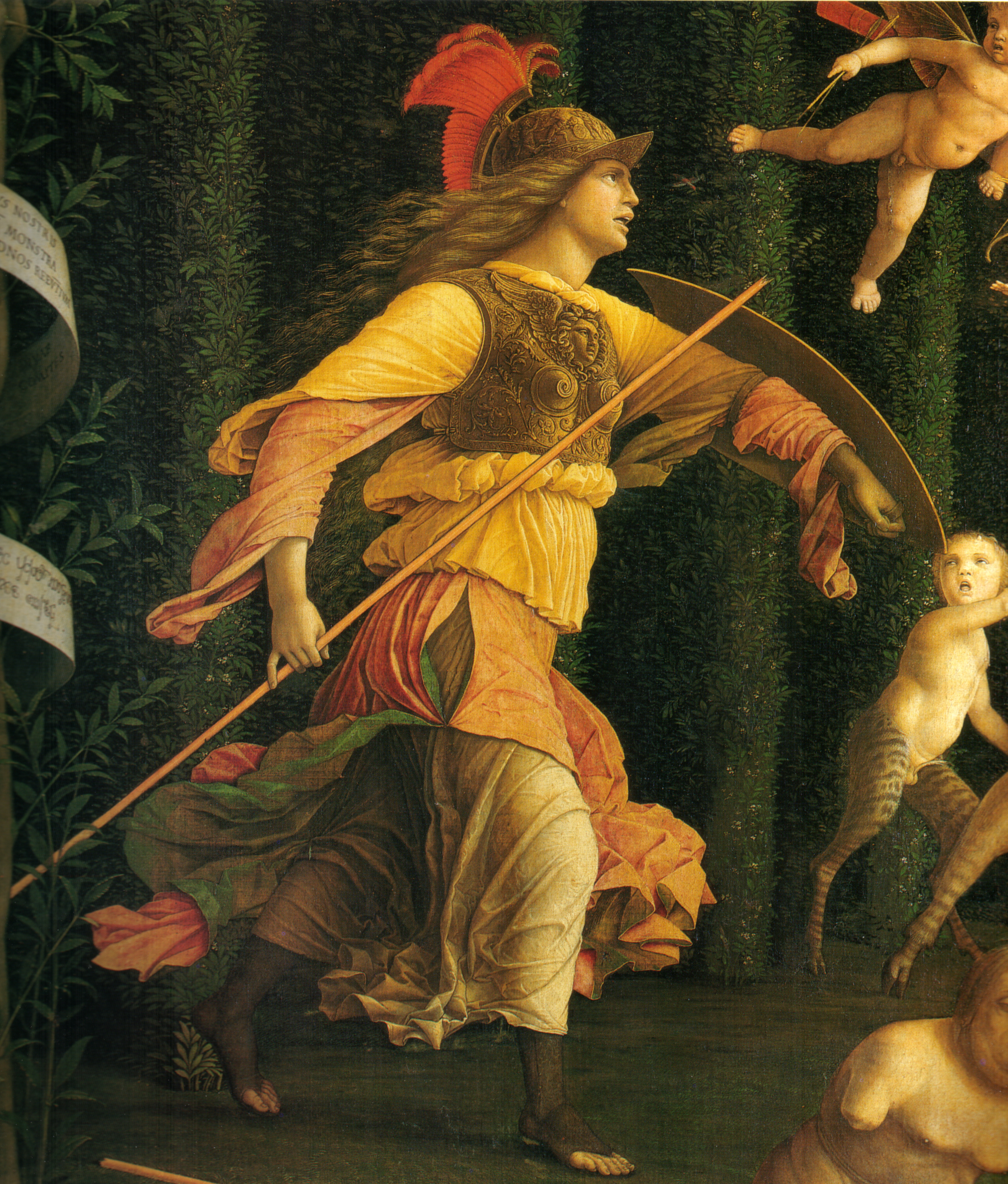
Minerva en una pintura de prop de l'any 1500.

Minerva era la deessa de la saviesa i de les arts en la religió romana. Els orígens del seu culte semblen haver estat a Etrúria des d'on va ser introduït a Roma en temps del rei Numa Pompili. Posteriorment va ser identificada amb Atena de la mitologia grega.
Va formar junt amb Júpiter i Juno l'anomenada tríada capitolina, que tenia el seu temple al cim del Capitoli.

## Minerva i Menrva

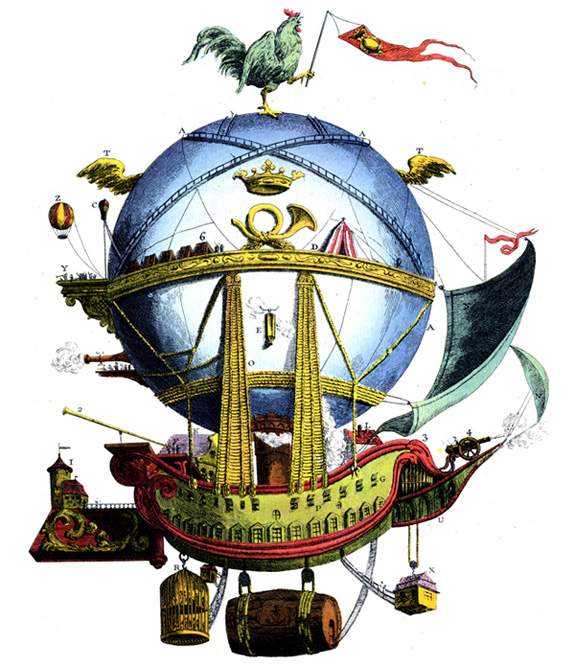
Minerva ha inspirat enginys com aquesta nau aèria per a realitzar descobriments.

Els etruscs adoraven una deessa lunar anomenada Meneswā («la qui mesura»), que potser per influència llatina o grega (el tema és encara discutit pels especialistes) va passar a dir-se Menrva. Menrva no era només una deïtat celeste, també tenia poder sobre el pensament i la saviesa, motiu pel qual sovint se l'ha identificat amb la Minerva romana. Carl Becker ha assenyalat que totes aquestes divinitats contenen una mateixa arrel indoeuropea men-, la qual també es pot trobar en paraules gregues relacionades amb la ment com ara μνῆστις (mnestis, «records, memòria»).
Potser per aquest motiu se la va relacionant amb el mite grec d'Atena que la feia nascuda de la ment de Zeus i amb el temps Minerva va acabar adoptant propietats d'aquesta deessa grega.

## Culte

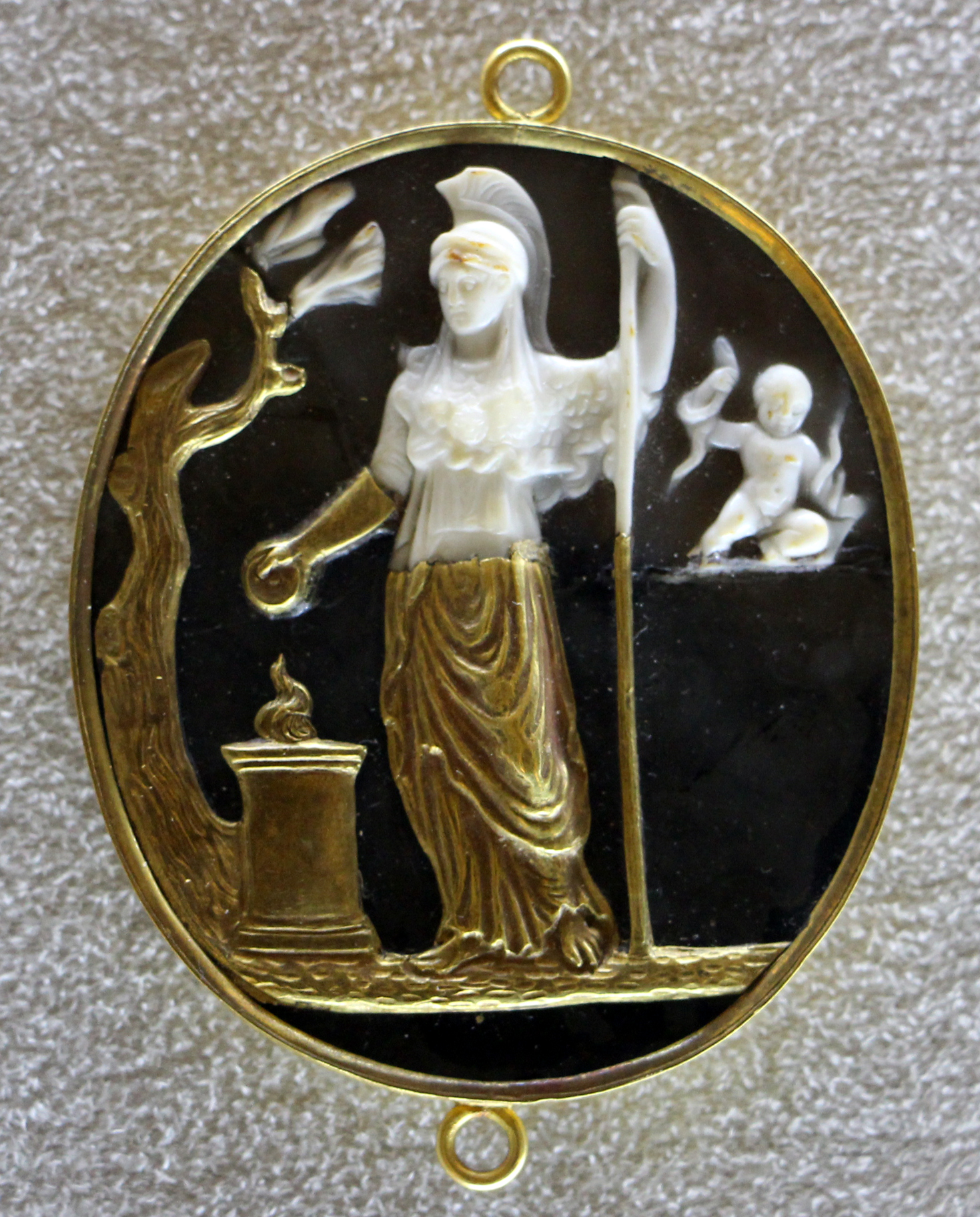
Representació de Minerva a l'antiga Roma.

Com a deessa de l'activitat intel·lectual, el seu culte es va relacionar amb el món de l'ensenyament. La seva festa, la Quinquàtria, se celebrava el cinquè dia després de l'idus de març, això vol dir el 19, dia en què totes les escoles romanien tancades i els mestres rebien el sou de tot l'any doncs coincidia amb l'acabament del curs escolar. Hi havia una segona celebració l'idus de juny, que era una trobada de músics i artistes al santuari que hi havia al turó de l'Aventí on es recitaven poesies en el seu honor.
Però també se la venerava per altres funcions: considerada deessa verge consagrada a tots els aprenentatges, també era la deessa de la música, la poesia, la medecina, la tècnica del teixit, l'art i la màgia.
Ovidi li deia «la deessa dels mil treballs» al seu llibre "Fasti". Varró, al seu llibre De agricultura, la va incloure en el llistat de déus lligats a la natura als qui calia invocar per a tenir una bona collita. El seu culte estava estès per tota la península Itàlica. Dionís d'Halicarnàs narra que a la ciutat d'Orvinium, en el temps en què estava habitada pels aborígens hi havia un temple dedicat a Minerva. Quan amb el temps se la va equiparar amb Atena també va esdevenir deessa de la guerra, tot i que aquest atribut va tenir menor ressò entre els ciutadans de Roma i més en la literatura, per exemple en l'Eneida de Virgili, Minerva és una deessa descrita amb armadura de guerrera.
En la conquesta de Britànnia els romans es van trobar amb una deessa de característiques semblants anomenada Sulis què, a partir d'aquell moment va passar pel procés de romanització, amb la conseqüència que se'ls va retre culte conjuntament. Prova d'això són les inscripcions i objectes votius trobats a Bath. A Irlanda i altres llocs habitats per celtes va passar el mateix amb la deessa Brigid.

## Temples

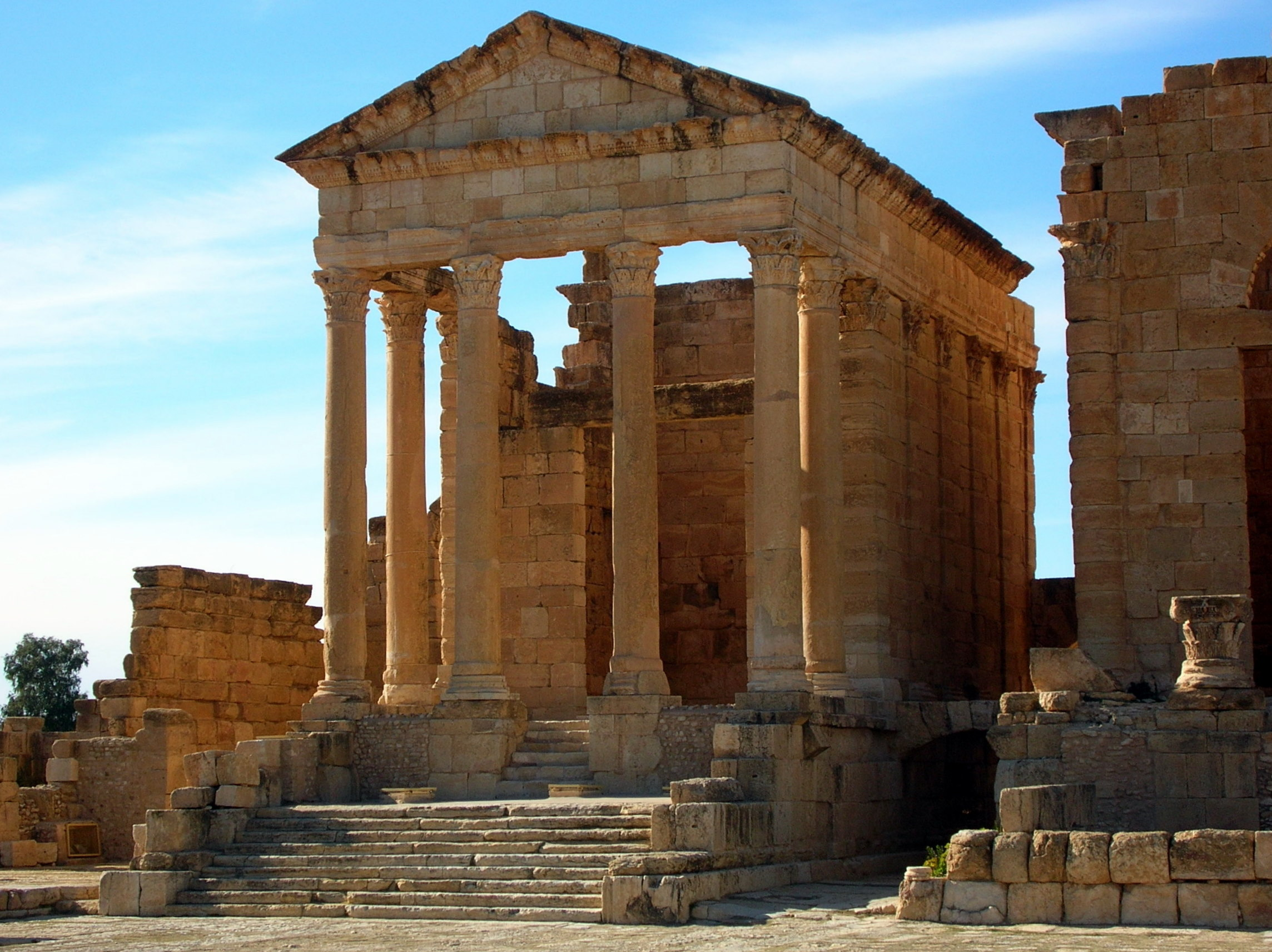
Temple dedicat a Minerva, a Sbeitla.

A la ciutat de Roma va tenir diversos temples. Un d'ells estava en relació amb la tríada capitolina, és a dir, venerada conjuntament amb Júpiter i Juno.
Tenia un segon temple al turó de l'Esquilí que portava el nom de Minerva Medica. Va ser construït en l'època republicana. La seva situació exacta en aquest turó es desconeix, però fins al segle xvii les seves ruïnes es van confondre amb les d'un nimfeu que hi ha a la rodalia, a causa d'una estàtua d'Atena trobada allà.
El tercer temple de la ciutat estava al turo de l'Aventí i era el més freqüentat pels artistes. Un quart santuari era l'anomenat Delubrum Minervae, manat construir per Pompeu cap a l'any 50 aC. El seu emplaçament està avui dia ocupat per una església catòlica d'arquitectura gòtica anomenada Santa Maria sopra Minerva en una placeta que també porta el seu nom (Piazza della Minerva), molt a prop del Panteó. El darrer temple va ser-li dedicat per Domicià al fòrum de Nerva.

## Iconografia

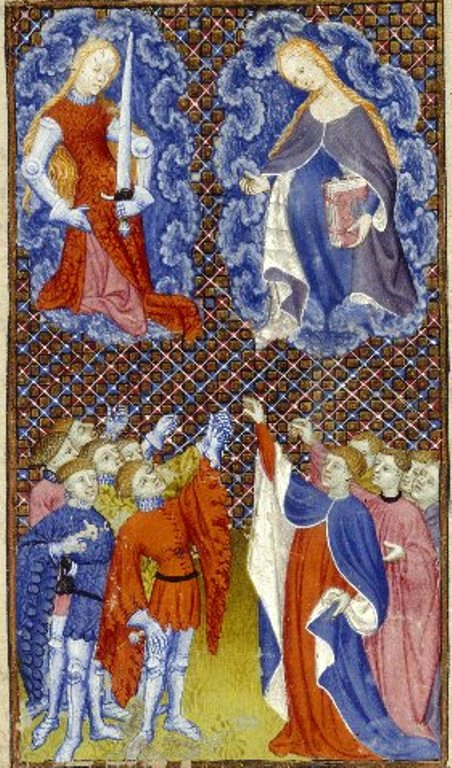
Minerva amb espasa i armadura, i Atenea amb un llibre.

Moltes vegades apareix representada amb un mussol, símbol de connexió amb la saviesa i la nocturnitat. A partir de la seva identificació amb Atena sovint se la representa amb casc i llança.
La seva imatge és l'emblema en l'actualitat de moltes institucions educatives.

## ElCalculus Minervae
Segons l'historiador Titus Livi, a l'antiga Roma quan es feien votacions cada ciutadà manifestava la seva voluntat dipositant una pedra al cistell de "vots a favor" o al cistell de "vots en contra" amb relació a una proposta de llei, i al vot decisiu, quan les dues cistelles estaven equiparades se l'anomenava Calculus Minervae («la pedra de Minerva») al vot decisiu. Aquest vot era dipositat pel magistrat president del districte electoral. L'expressió era una traducció de l'Athenas psephos, ja que els grecs feien servir el mateix sistema democràtic i, en cas d'empat, deixaven la decisió en mans de la saviesa de la deessa.
Al senat dels EUA es va fer servir l'expressió quan la "Comissió per la veritat i la reconciliació de Sud-àfrica" va dependre del vot del president Desmond Tutu.